# ハンス＝マルティン・シュライヤー

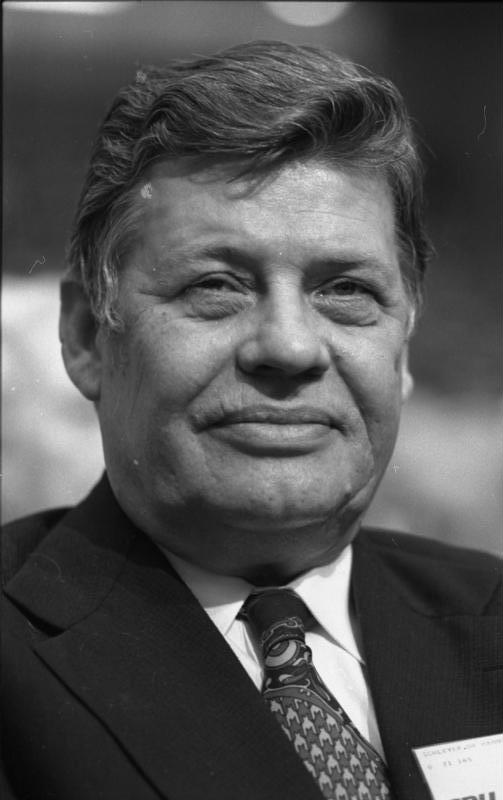
シュライヤー（1973年、CDU党大会にて）

ハンス＝マルティン・シュライヤー（Hanns-Martin Schleyer, 1915年5月1日‐1977年10月18日）は、ドイツの実業家。経営者・雇用者・産業界の代表として1960年代から1970年代にかけて西ドイツ経済界で活躍し、当時ケルンに本部を置いていたドイツ経営者連盟(略称BDA、ドイツ雇用者協会連盟とも訳される）およびドイツ産業連合(略称BDI）という二つの有力団体の会長を務めていた。しかし1977年9月5日、極左テロ組織であるドイツ赤軍（RAF）のメンバーに誘拐された。RAFはシュライヤーの生命と引き換えに仲間の釈放を求めたが西ドイツ政府はこれを相手にしないまま、1ヵ月半後にシュライヤーは遺体で発見された。これは1977年後半のRAFによる一連の反政財界テロ事件（「ドイツの秋」と呼ばれる）による混乱の頂点となった事件であった。

## 青年時代
シュライヤーはナチス・ドイツ時代に親衛隊の士官の地位にあり、第二次世界大戦では西部戦線に従軍した後、事故で後方へ回されドイツ占領地の経済担当者の顧問を務めた人物であり、この前歴も西ドイツの学生運動・労働運動側から批判されていた。戦後、シュライヤーは保守政党のドイツキリスト教民主同盟党員となっていた。
シュライヤーはバーデンのオッフェンブルクで国家主義を支持する一家に生まれた。父は判事で、曾祖父の兄弟はバーデンの高名なカトリック司祭であり人工言語ヴォラピュクの発明者でもあるヨハン・マルティン・シュライヤーだった。シュライヤーは1933年にハイデルベルク大学で法学を学び、1939年にインスブルック大学で博士号を得た。彼は少年時代から国家社会主義の支持者であり、ナチスの青少年組織ヒトラーユーゲントに属した後、1933年に親衛隊に入り親衛隊少尉（Untersturmführer）となった。大学時代はナチス側の学生運動に加わり、1937年には党員となった。彼はハイデルベルク大学の学生会会長となり、アンシュルス（オーストリア合邦）後はオーストリアに送り込まれインスブルック大学の学生会の会長となった。1939年にはミュンヘンの医師・政治家・ナチス幹部エミール・ケッテラーの娘、ヴァルトルーデ(ドイツ語)と結婚して後に4人の息子をもうけた。
第二次世界大戦勃発後は徴兵され西部戦線に送られたが、負傷後は除隊してプラハの学生会会長の地位を与えられた。彼はこの地位のおかげで「ベーメン・メーレン保護領」の経済を担当していたベルンハルト・アドルフ（Bernhard Adolf）と会いその片腕となり、1943年にはボヘミアおよびモラヴィアの産業協会に派遣され、アドルフの重要な代理人兼相談役となった。1945年5月5日、米軍とソ連軍の迫るプラハでプラハ蜂起が起こると、彼は一足先にプラハを脱出して故郷に戻ったが、フランス軍に逮捕された。

## 財界の顔
大戦後、親衛隊少尉の地位にあったシュライヤーは戦犯として3年間拘留され、1948年に釈放された。1949年にはバーデン＝バーデン商工会議所の重要な職に就き、1951年にはダイムラー・ベンツに入社し秘書室に入り、同社の取締役会会長（最高経営責任者）であるフリッツ・ケーネッケの秘書となって以降は出世の階段を上り、1963年には取締役会の一員となり全社の人事や経営計画などを担当した。1960年代末から1970年代初頭にかけて彼はケーネッケの後任の座を争ったが、ヨアヒム・ザーンに敗れた。
しかしシュライヤーは財界活動を活発化させており、ドイツ経営者連盟（BDA）やドイツ産業連合（BDI）の会長の地位に就き、保守政界とも緊密な関係をもった。彼は1960年代に労働側の抵抗（ロックアウトなど）に対して妥協のない強硬な姿勢を見せたほか、ナチ党員の前歴、テレビなどでの攻撃的な態度などから、「醜い資本家」を絵に描いたような人物として、1968年の学生運動では左派陣営から主敵の一人と見なされていた。

## 誘拐殺人事件

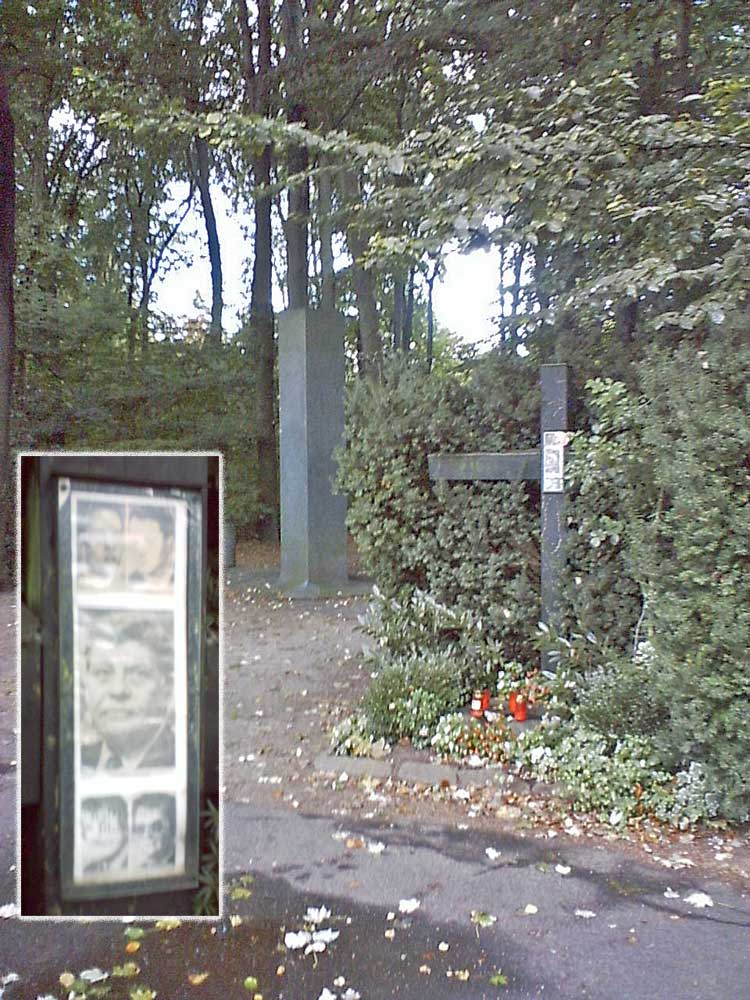
ケルンにある誘拐殺人事件の犠牲者記念碑

1977年9月5日、シュライヤーはケルンでドイツ赤軍（RAF、通称バーダー・マインホフ・グループ）の襲撃部隊「コマンド・ジークフリート・ハウスナー」に誘拐された。乗っていたメルセデス・ベンツの後席から引きずり出され、専属の運転手、ボディガード、および身辺警備を行っていた警官2名の計4名は殺された。
RAFは西ドイツ政府に対し、シュライヤーの生命と引き換えに、シュトゥットガルトのシュタムハイム刑務所に収監されていたRAFのメンバーらの釈放をせよと脅迫した。この間、シュライヤーはケルン近郊のエルフトシュタットの高層賃貸アパートの一室に監禁され、後にオランダ領内へ、さらにベルギーへと移されて監禁期間の大部分をベルギーで過ごした。捜査本部は総力を挙げて彼の行方を捜したが、捜査にあたる組織間の意志疎通がうまくいかなかったために救出できなかった。地元警察の捜査員の数名は前述のアウトバーンそばの高層アパートにいるに違いないと確信したほか、1人は監禁されている部屋のドアベルも鳴らしたが、これらの情報は連邦警察の捜査本部まで上らなかった。
西ドイツ政府はRAFの要求に一切応じなかったため、RAFはパレスチナ解放人民戦線（PFLP）と組んで10月13日にルフトハンザ航空181便ハイジャック事件を起こしたが、10月18日未明に特殊部隊GSG-9が機内に突入してハイジャック犯は射殺されるか逮捕され失敗に終わった。機内突入の1時間後、シュタムハイム刑務所ではグドルン・エンスリンが首を吊り、アンドレアス・バーダーとヤン＝カール・ラスペが拳銃で自殺した。またイルムガルト・メーラーが胸をナイフで刺して自殺を図り重傷を負った。
獄中の同志たちの自殺のニュースを聞いた拉致監禁グループは、18日のうちにシュライヤーを連れてブリュッセルを去り、フランスのミュルーズへ向かう途中でシュライヤーを射殺した。シュライヤーの遺体は緑色のアウディ・100のトランクに入れられ、車はミュルーズのシャルル・ペギー通りに放置された。誘拐犯たちはドイツ通信社（DPA）のシュトゥットガルト支部にアウディの位置を電話で伝え、10月19日に遺体が発見された。
10月25日にはシュトゥットガルトで大規模な葬儀が行われ、西ドイツの主要な政治家ほぼすべてが参列した。ヘルムート・シュミット首相は、未亡人に対し、政府が誘拐犯に強硬な姿勢をとり全く要求に応じす、結果としてシュライヤーを見殺しにしたことに対し遺憾の意を表明した。シュライヤーを記念し、BDAとBDIは共同でハンス＝マルティン・シュライヤー財団を設立し若い法学研究者への支援を行っている。また1983年にはシュトゥットガルトに完成した室内競技場が「ハンス＝マルティン・シュライヤー・ハレ」と名付けられたほか、ドイツの多くの都市の通りにシュライヤーの名がつけられた。